# 28 de março
28 de março é o 87.º dia do ano no calendário gregoriano (88.º em anos bissextos). Faltam 278 dias para acabar o ano.

## Eventos históricos

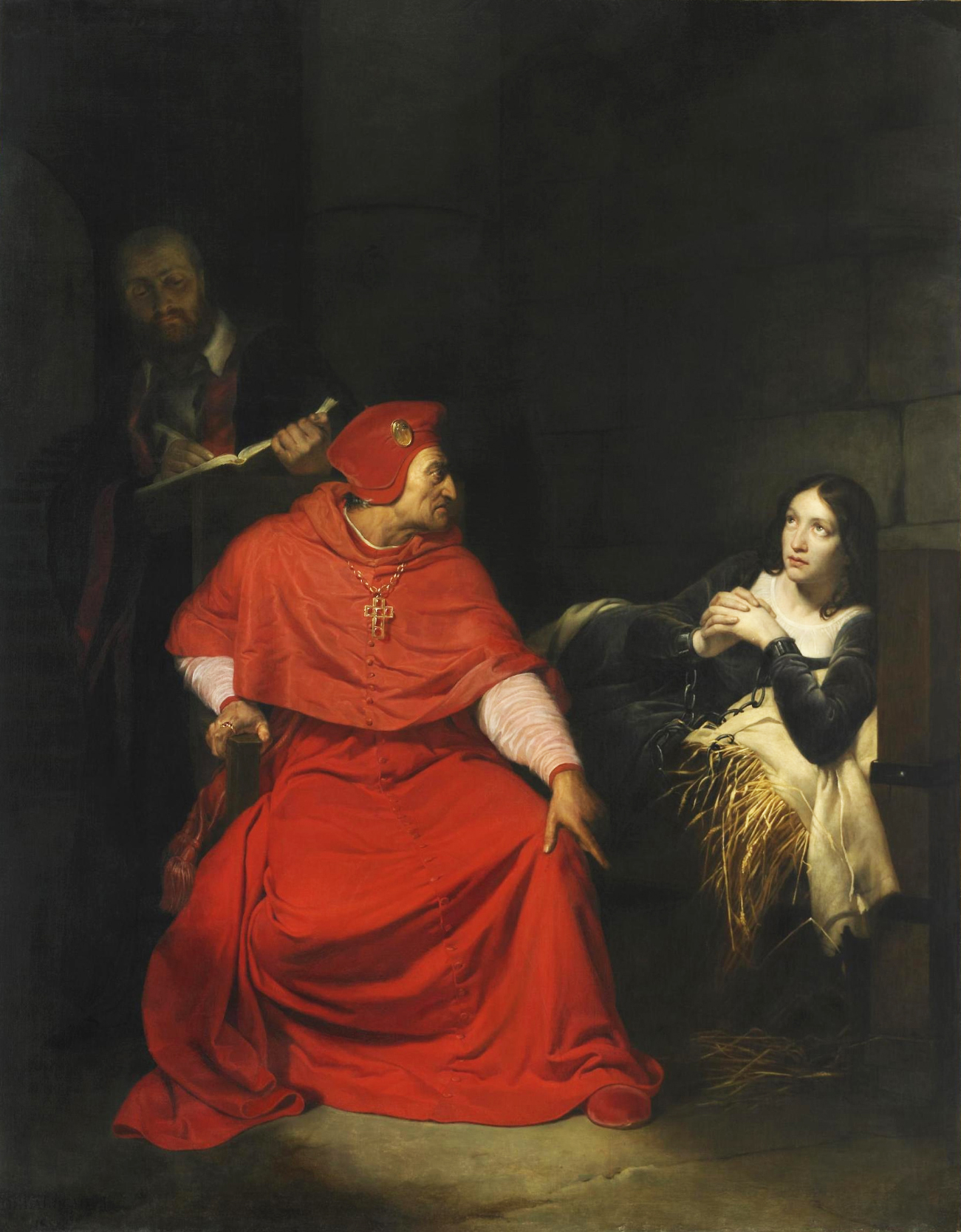
1431: Joana d'Arc é interrogada na prisão pelo Cardeal de Winchester

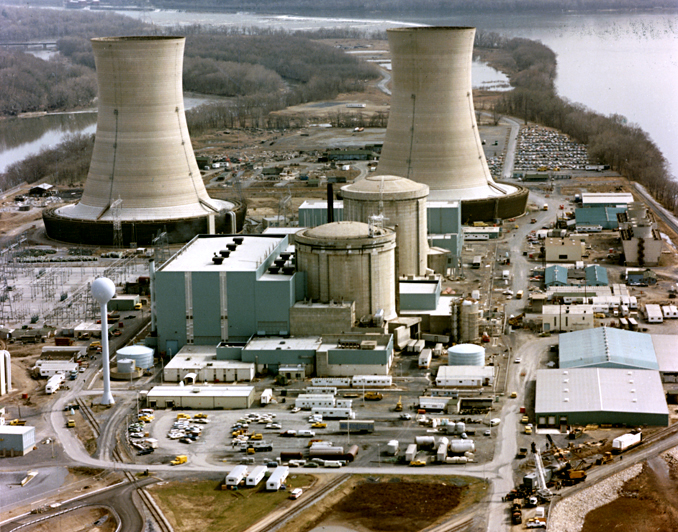
1979: Three Mile Island

- 0037 — O imperador romano Calígula aceita os títulos do principado, concedidos a ele pelo senado.
- 0193 — O imperador romano Pertinax é assassinado por guardas pretorianos, que depois vendem o trono em um leilão para Dídio Juliano.
- 0364 — O imperador romano Valentiniano I designa, como coimperador, o seu irmão Valente.
- 0845 — Paris é saqueada pelos viquingues, provavelmente sob o comando de Ragnar Lodbrok.
- 1431 — É feita a leitura dos 70 artigos da acusação de Joana d'Arc em Ruão. Estes setenta artigos sustentavam a acusação formal para a Donzela buscando sua condenação.
- 1566 — A pedra fundamental de Valletta, a capital de Malta, é colocada por Jean Parisot de Valette, Grão-Mestre da Soberana Ordem Militar de Malta.[1]
- 1795 — Partilhas da Polônia: o Ducado da Curlândia e Semigália, um feudo ao norte da República das Duas Nações, deixa de existir e passa a fazer parte do Império Russo.
- 1801 — Assinado o Tratado de Florença, pondo fim à guerra entre a República Francesa e o Reino de Nápoles.
- 1802 — O astrônomo Heinrich Olbers descobre 2 Palas, o segundo asteroide descoberto pelo homem. O nome homenageia a deusa grega Atena, pois Pallas é um de seus epítetos.
- 1809 — Guerra Peninsular: a França derrota a Espanha na Batalha de Medellín.[2]
- 1814 — Guerra de 1812: Na Batalha de Valparaíso, duas embarcações da marinha norte-americana são capturadas por duas embarcações da Marinha Real.[3]
- 1842 — Primeiro concerto da Orquestra Filarmônica de Viena, regida por Otto Nicolai.[4]
- 1854 — Guerra da Crimeia: França e Inglaterra declaram guerra à Rússia.
- 1871 — A Comuna de Paris é formalmente estabelecida em Paris.
- 1910 — Henri Fabre se torna a primeira pessoa a pilotar um hidroavião.
- 1928 — É fundado o Centro das Indústrias do Estado de São Paulo (CIESP) uma associação privada que apoia e representa os interesses das Indústrias paulistas junto à sociedade e o governo. Tem com seu primeiro presidente Francisco Matarazzo.
- 1930 — As cidades turcas de Constantinopla e Angora mudam seus nomes para Istambul e Ancara, respectivamente.
- 1939 — Guerra Civil Espanhola: o Generalíssimo Francisco Franco conquista Madrid depois de um cerco de três anos.
- 1942 — Segunda Guerra Mundial: comandos britânicos atacam Saint Nazaire na França ocupada pelos nazistas.
- 1944 — Brasil: criação do Departamento de Polícia Federal.
- 1946 — Guerra Fria: o Departamento de Estado dos Estados Unidos publica o Relatório Acheson Lilienthal, delineando um plano para o controle internacional da energia nuclear.
- 1959 — O Conselho de Estado da República Popular da China dissolve o governo do Tibete.[5]
- 1965 — Um terremoto de magnitude 7,4 Mw no Chile desencadeia uma série de falhas na barragem de rejeitos, soterrando a cidade de El Cobre e matando pelo menos 500 pessoas.[6]
- 1968 — O estudante brasileiro do ensino médio Edson Luís de Lima Souto é morto por policiais militares em um protesto estudantil.
- 1970 — Um terremoto atinge o oeste da Turquia, com uma magnitude estimada de 7,2 na escala Ms, por volta das 23h05, horário local, matando 1 086 pessoas e ferindo pelo menos 1 200.[7]
- 1979 — Na Pensilvânia, uma bomba do sistema de arrefecimento do reator falha na usina de Three Mile Island e a evaporação de um pouco da água contaminada causa um derretimento nuclear.
- 1988 — Ocorre o assassinato de indígenas da etnia Tikuna na localidade de Boca do Capacete, Brasil, em face de reiterados conflitos pelo uso e posse da terra.
- 1994 — Na África do Sul, zulus e partidários do Congresso Nacional Africano entram em conflito no centro de Joanesburgo, resultando em dezoito mortes.
- 2005 — Um terremoto sacode o norte de Sumatra com magnitude de 8,6 e mata mais de 1 000 pessoas.[8]
- 2006 — Pelo menos um milhão de sindicalistas, estudantes e desempregados saem às ruas na França em protesto contra a proposta de lei do Primeiro Contrato de Trabalho do governo.
- 2007 — Inaugurada em Brinches (concelho de Serpa), Portugal a maior central fotovoltaica do mundo.
- 2016 — Lançamento do Oculus Rift, inovando no conceito de realidade virtual.
- 2025 — Um Terremoto de magnitude 7,7 deixa mais de 3,6 mil mortos em Myanmar e Tailândia.

## Nascimentos

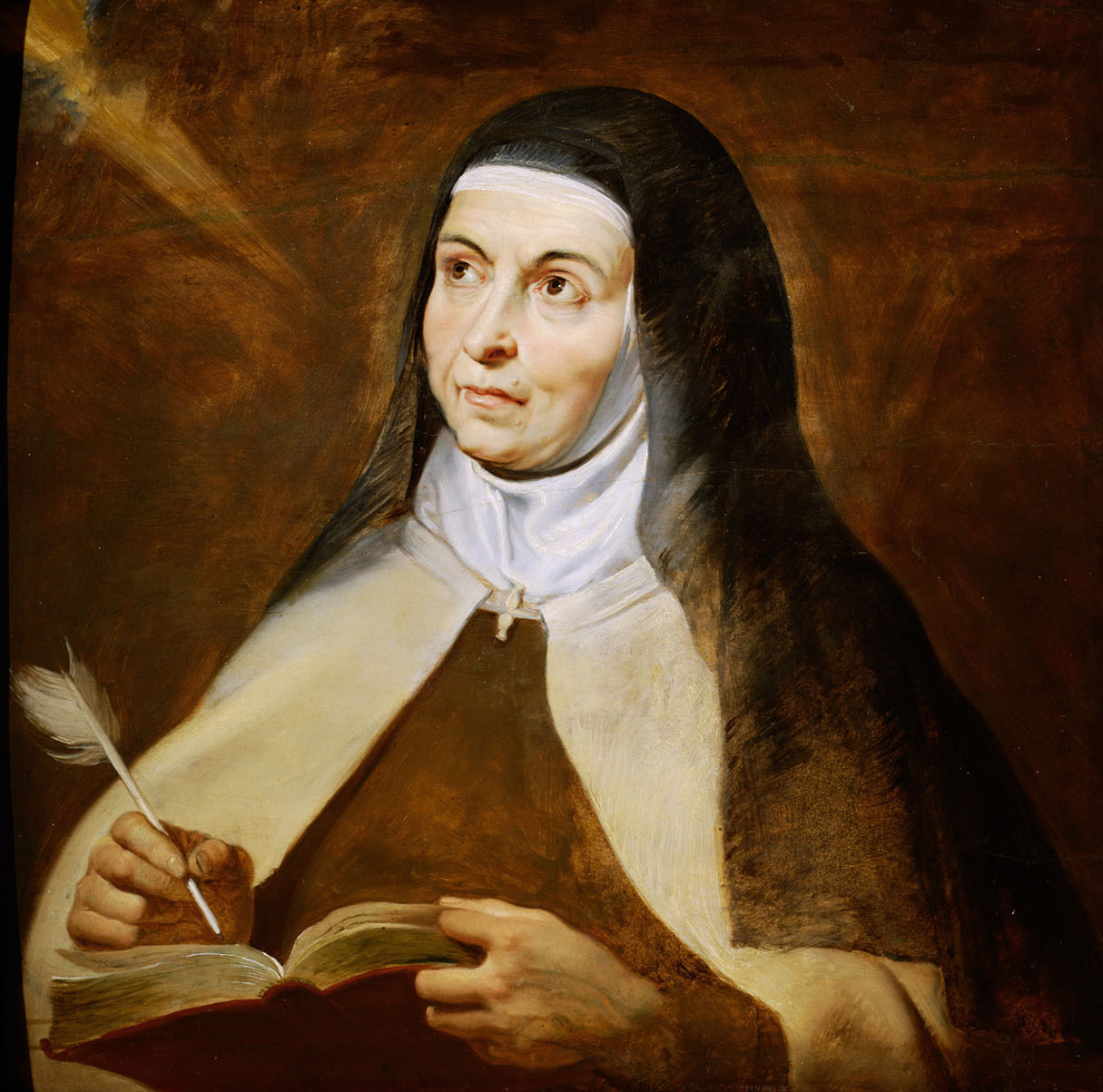
Teresa de Ávila

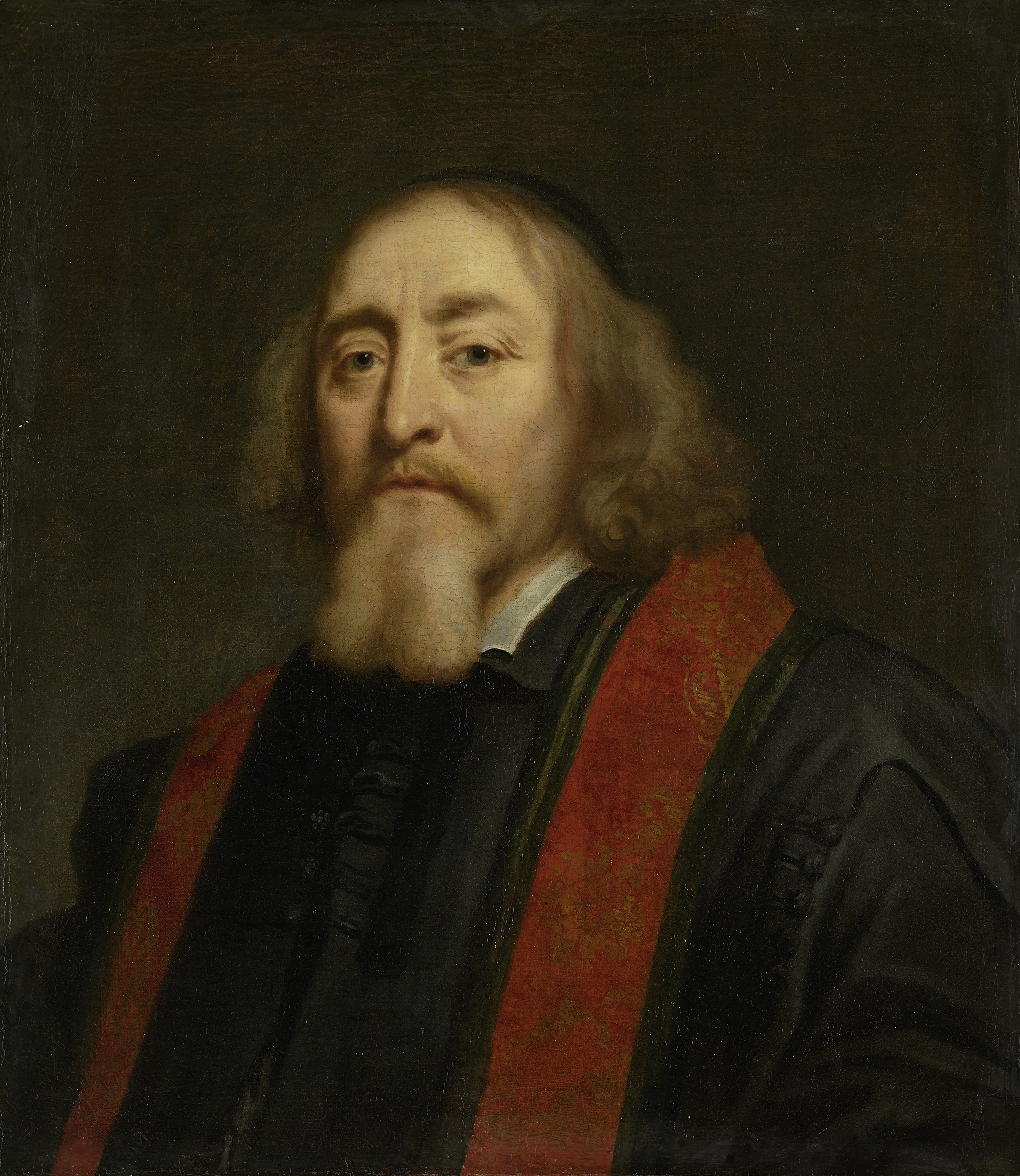
Comenius

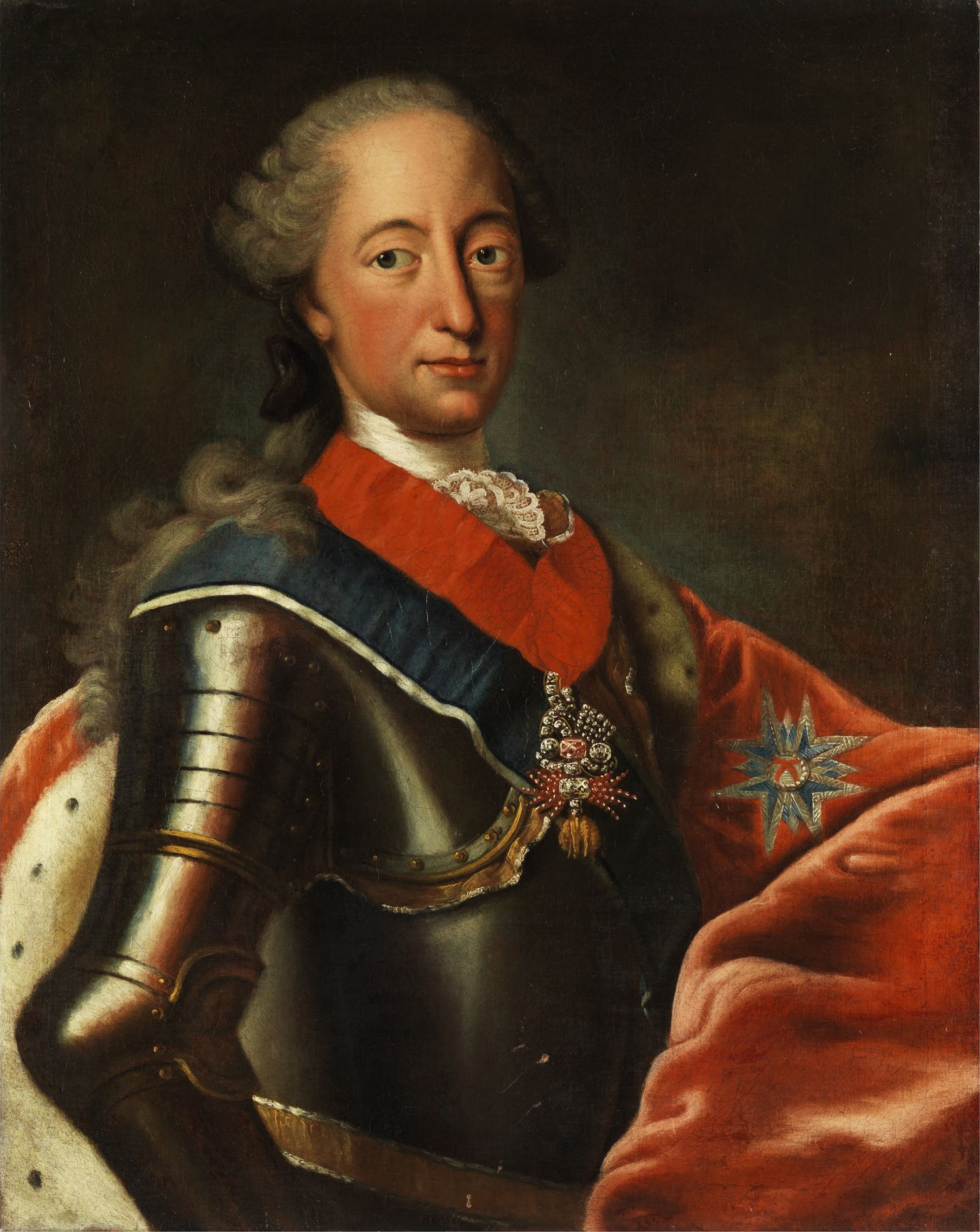
Maximiliano III

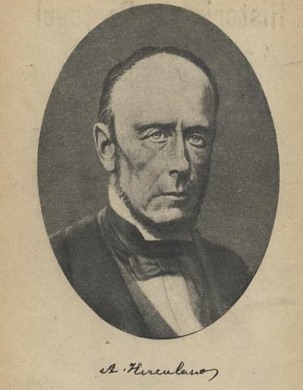
Alexandre Herculano

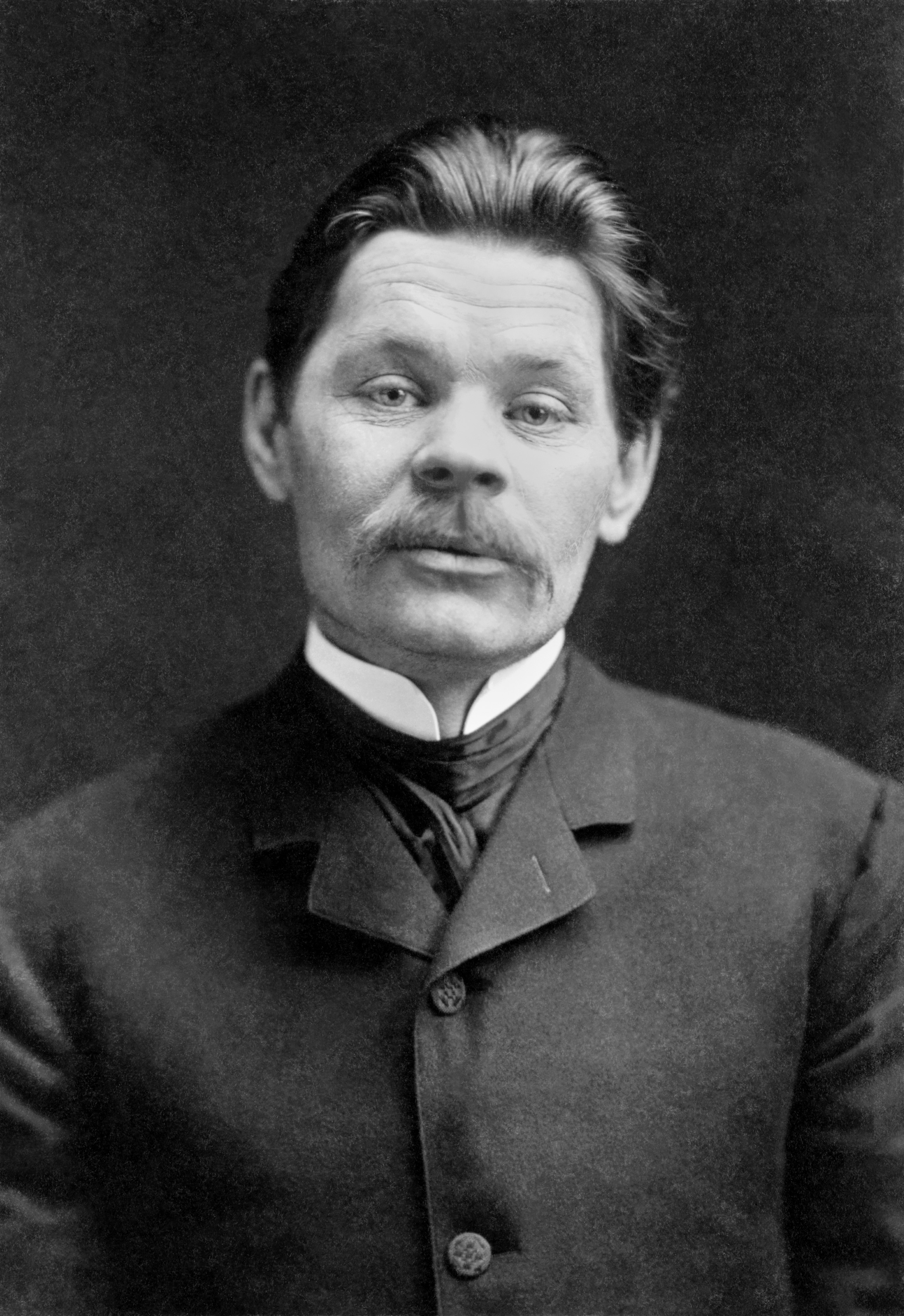
Máximo Gorki

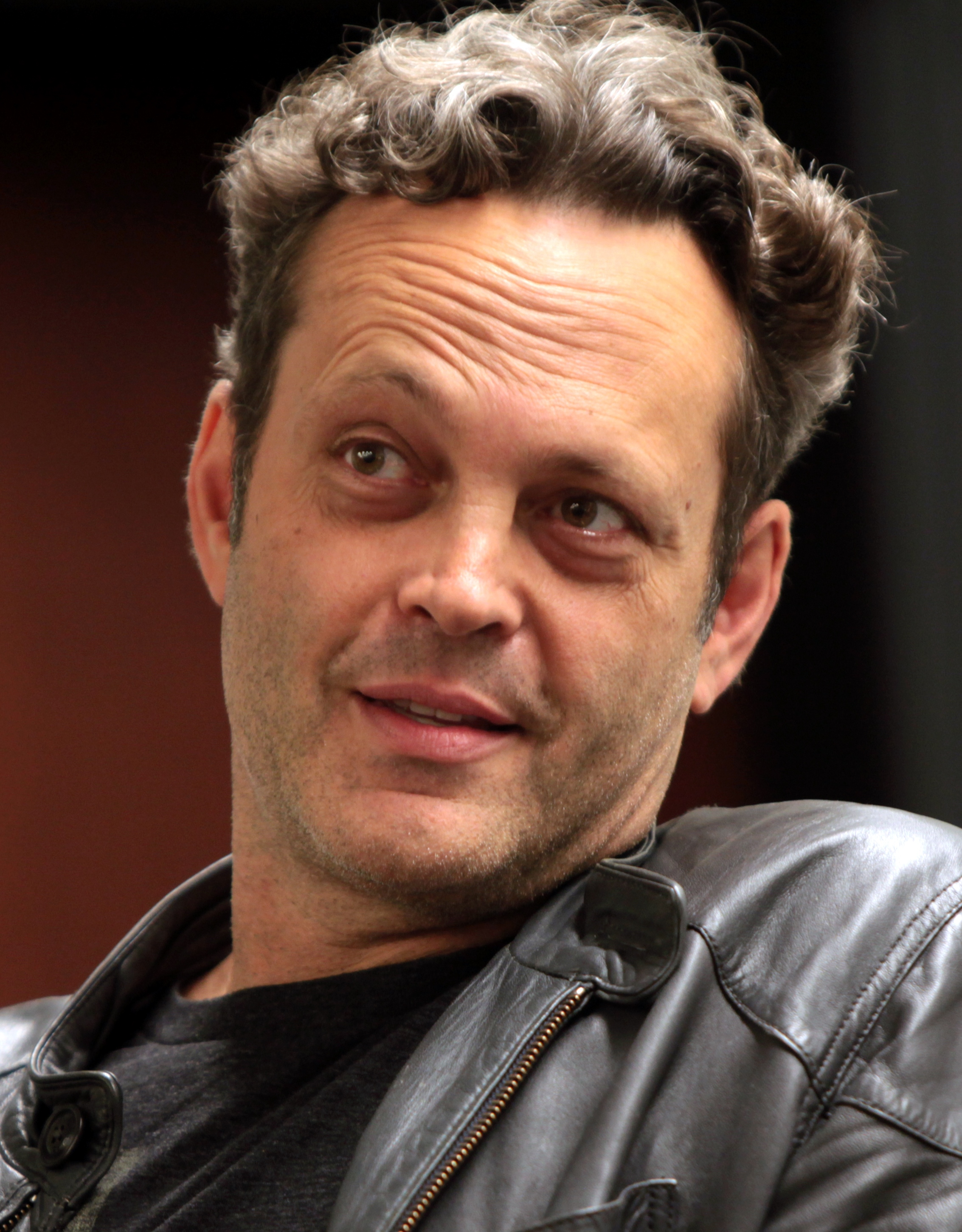
Vince Vaughn

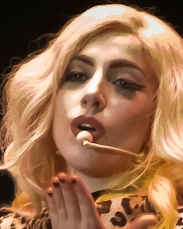
Lady Gaga

### Anteriores ao século XIX
- 1468 — Carlos I, Duque de Saboia (m. 1490).
- 1472 — Fra Bartolommeo, pintor italiano (m. 1517).
- 1515 — Teresa de Ávila, freira e santa espanhola (m. 1582).
- 1522 — Alberto Alcibíades, príncipe alemão (m. 1557).
- 1569 — Rainúncio I Farnésio, duque de Parma (m. 1622).
- 1592 — Comenius, bispo e educador tcheco (m. 1754).
- 1652 — Samuel Sewall, juiz britânico (m. 1730).
- 1727 — Maximiliano III José, Eleitor da Baviera (m. 1777).
- 1743 — Catarina Vorontsova-Dashkova, acadêmica e política russa (m. 1810).
- 1750 — Francisco de Miranda, general e político venezuelano (m. 1816).
- 1773 — Henri Gatien Bertrand, general francês (m. 1844).
- 1785 — Jorge de Avilez Zuzarte de Sousa Tavares, nobre português (m. 1845).
- 1787 — Theodore Frelinghuysen, político estado-unidense (m. 1862).
- 1793 — José Alexandre Carneiro Leão, diplomata brasileiro (m. 1863).

### Século XIX
- 1802 — Manuel da Cunha Simas, militar português (m. 1877).
- 1810 — Alexandre Herculano, escritor e historiador português (m. 1877).
- 1819
  - Joseph Bazalgette, arquiteto e engenheiro britânico (m. 1891).
  - Roger Fenton, fotógrafo britânico (m. 1869).
- 1821 — William Howard Russell, jornalista irlandês (m. 1907).
- 1828 — Melchior Anderegg, guia de montanha suíço (m. 1914).
- 1834 — Lafayette Rodrigues Pereira, jornalista e político brasileiro (m. 1917).
- 1837 — Wilhelm Kühne, químico e bioquímico alemão (m. 1900).
- 1844 — Fernando Filipe de Saxe-Coburgo-Gota, príncipe francês (m. 1921).
- 1849 — João Inácio de Sousa, filantropo português (m. 1925).
- 1851 — Bernardino Machado, acadêmico e político português (m. 1944).
- 1859 — Antônio Alexandre Borges dos Reis, político, editor e escritor brasileiro (m. 1922).
- 1862 — Aristide Briand, político francês, primeiro-ministro da França, ganhador do Prêmio Nobel (m. 1932).
- 1865 — Adelina da Glória Berger, feminista portuguesa (m. 1922).
- 1868 — Máximo Gorki, romancista, contista e dramaturgo russo (m. 1936).
- 1869 — Jaroslav Perner, paleontólogo tcheco (m. 1947).
- 1871 — Willem Mengelberg, maestro neerlandês-suíço (m. 1951).
- 1877 — Francisco de Campos Barreto, religioso brasileiro
- 1881 — Martin Sheridan, atleta irlando-americano (m. 1918).
- 1886 — Armando de Alencar, político brasileiro (m. 1953).
- 1887 — Aurel Aldea, militar romeno (m. 1949).
- 1892 — Corneille Heymans, fisiologista e acadêmico belga, ganhador do Prêmio Nobel (m. 1968).
- 1893 — Spyros Skouras, empresário grego-americano (m. 1971).
- 1894 — Ernst Lindemann, capitão alemão (m. 1941).
- 1895
  - Christian Herter, político americano (m. 1966).
  - Spencer W. Kimball, líder religioso americano (m. 1985).
- 1897 — Sepp Herberger, futebolista e treinador de futebol alemão (m. 1977).
- 1898 — Guilherme Marback, político brasileiro (m. 1954).
- 1899 — Harold B. Lee, líder religioso americano (m. 1973).

### Século XX

#### 1901–1950
- 1901 — Marta da Suécia (m. 1954).
- 1902 — Aimé Dossche, ciclista belga (m. 1985).
- 1903
  - Rudolf Serkin, pianista e educador tcheco-americano (m. 1991).
  - Charles Starrett, ator estado-unidense (m. 1986).
- 1904 — Juvenal Lino de Matos, político brasileiro (m. 1991).
- 1906 — Murray Adaskin, violinista, compositor e maestro canadense (m. 2002).
- 1907 — Lúcia dos Santos, freira portuguesa (m. 2005).
- 1908 — Luís Viana Filho, historiador e político brasileiro (m. 1990).
- 1909
  - Nelson Algren, romancista e contista estado-unidense (m. 1981).
  - Juan José Nogués, futebolista espanhol (m. 1998).
  - Erich Hanisch, canoísta alemão (m. ?).
- 1910 — Ingrid da Suécia (m. 2000).
- 1911
  - Consalvo Sanesi, automobilista italiano (m. 1998).
  - Oldřich Rulc, futebolista tcheco (m. 1969).
- 1912
  - Marina Raskova, aviadora e navegadora russa (m. 1943).
  - Nhô Pai, compositor e cantor brasileiro (m. 1988).
  - Léon-Gontran Damas, escritor, político e poeta francês (m. 1978).
- 1913 — José Luís Sánchez Del Río, santo católico mexicano (m. 1928).
- 1914
  - Edward Anhalt, roteirista e produtor americano (m. 2000).
  - Edmund Muskie, tenente, advogado e político americano (m. 1996).
  - Bohumil Hrabal, escritor tcheco (m. 1997).
- 1915
  - Jay Livingston, cantor e compositor estado-unidense (m. 2001).
  - Kurt Aland, teólogo alemão (m. 1994).
- 1917 — Jack Dunn, patinador artístico britânico (m. 1938).
- 1918
  - Adelino Moreira, compositor brasileiro (m. 2002).
  - Norbert Carbonnaux, cineasta e roteirista francês (m. 1997).
- 1919 — Max Prieto, futebolista mexicano (m. 1998).
- 1921
  - Harold Agnew, físico e acadêmico americano (m. 2013).
  - Dirk Bogarde, ator e escritor britânico (m. 1999).
  - Herschel Grynszpan, assassino alemão (m. 1960).
- 1922
  - Antônio de Castro Assunção, economista e escritor brasileiro (m. 1998).
  - Theo Albrecht, empresário alemão (m. 2010).
  - John Trevor Godfrey, aviador e político norte-americano (m. 1958).
- 1924 — Freddie Bartholomew, ator americano (m. 1992).
- 1925
  - Innokenty Smoktunovsky, ator russo (m. 1994).
  - Oszkár Csuvik, jogador de polo aquático húngaro (m. 2008).
- 1926 — Cayetana Fitz-James Stuart, nobre espanhola (m. 2014).
- 1927 — Marianne Fredriksson, jornalista e escritora sueca (m. 2007).
- 1928
  - Zbigniew Brzezinski, analista e ativista político polonês-americano (m. 2017).
  - Alexander Grothendieck, matemático e teórico franco-alemão (m. 2014).
- 1929 — Paul England, automobilista e engenheiro australiano (m. 2014).
- 1930
  - Jerome Isaac Friedman, físico e acadêmico americano, ganhador do Prêmio Nobel.
  - Robert Ashley, militar e compositor estado-unidense (m. 2014).
  - Elizabeth Bainbridge, soprano britânica.
- 1931 — Rui Nabeiro, empresário português (m. 2023).
- 1932 — Suzana Amaral, cineasta e roteirista brasileira (m. 2020).
- 1933
  - Tete Montoliu, pianista espanhol (m. 1997)
  - Frank Murkowski, militar, banqueiro e político americano.
  - Juan Sandoval Íñiguez, religioso mexicano.
  - Alexander Mitta, diretor de cinema russo.
- 1934
  - Lester Brown, ambientalista americano.
  - Kazimír Gajdoš, futebolista eslovaco (m. 2016).
  - Graham Vearncombe, futebolista britânico (m. 1992).
- 1935
  - Józef Szmidt, ex-atleta de salto triplo polonês (m. 2024).
  - Hermínio Bello de Carvalho, compositor, produtor musical e escritor brasileiro.
  - Giorgio Eugenio Oscare Giacaglia, cientista italiano (m. 2021).
  - Hubert Hahne, automobilista alemão (m. 2019).
  - Eusebio Vélez, ciclista espanhol (m. 2020).
- 1936
  - Mario Vargas Llosa, escritor, político, jornalista e ensaísta peruano, ganhador do Prêmio Nobel (m. 2025).
  - Amancio Ortega, empresário espanhol.
- 1939 — Dov Frohman, engenheiro elétrico e executivo israelense.
- 1940
  - José Luis Azcona Hermoso, religioso hispano-brasileiro (m. 2024).
  - Luis Cubilla, futebolista e treinador de futebol uruguaio (m. 2013).
- 1941 — Jaime Pardo Leal, político e advogado colombiano (m. 1987).
- 1942
  - Jerry Sloan, jogador e treinador de basquete americano (m. 2020).
  - Conrad Schumann, guarda de fronteira alemão (m. 1998).
  - Daniel Dennett, filósofo e acadêmico estado-unidense (m. 2024).
  - Demétrius, cantor brasileiro (m. 2019).
  - Luciano Monari, religioso italiano.
  - Mike Newell, cineasta britânico.
  - William Hickox, patinador artístico estado-unidense (m. 1961).
  - Ken Howard, ator estado-unidense (m. 2016).
- 1943
  - Conchata Ferrell, atriz estado-unidense (m. 2020).
  - Denílson Custódio Machado, futebolista brasileiro (m. 2024).
- 1944
  - Rick Barry, ex-jogador de basquete e comentarista esportivo americano.
  - Ken Howard, ator americano (m. 2016).
  - Álvaro Cardoso Gomes, escritor e crítico literário brasileiro.
- 1945 — Rodrigo Duterte, político filipino.
- 1946
  - Wubbo Ockels, físico e astronauta neerlandês (m. 2014).
  - Alejandro Toledo, economista e político peruano.
  - Henry Paulson, banqueiro e político americano.
  - Heródoto Barbeiro, jornalista, advogado e escritor brasileiro.
- 1947 — Oswaldo "Cachito" Ramírez, ex-futebolista peruano.
- 1948
  - Dianne Wiest, atriz estado-unidense.
  - John Evan, tecladista e compositor britânico.
- 1949
  - Ronnie Ray Smith, velocista americano (m. 2013).
  - Michael Warren Young, geneticista e biólogo estado-unidense.
- 1950 — Júlio Cesar Garcia, político brasileiro.

#### 1951–2000
- 1951
  - Chip Reese, jogador de pôquer estado-unidense (m. 2007).
  - Miguel Magno, ator brasileiro (m. 2009).
- 1952
  - Tony Brise, automobilista britânico (m. 1975).
  - Leonid Tibilov, político georgiano.
- 1953 — Melchior Ndadaye, banqueiro e político burundinês (m. 1993).
- 1955
  - Pavel Cebanu, ex-futebolista ucraniano.
  - Reba McEntire, cantora, compositora, produtora e atriz estado-unidense.
- 1956
  - Zizi Possi, cantora brasileira.
  - Élvio Donizete Ezequiel, ex-futebolista brasileiro.
- 1957 — Harvey Glance, ex-velocista e treinador estado-unidense (m. 2023).
- 1958
  - Elisabeth Andreassen, cantora sueco-norueguesa.
  - Bart Conner, ex-ginasta e comentarista esportivo estado-unidense.
  - Curt Hennig, lutador, empresário e comentarista esportivo americano (m. 2003).
  - Heinz Hermann, ex-futebolista e treinador de futebol suíço.
- 1959 — Laura Chinchilla, política costarriquenha.
- 1960
  - José Maria Neves, político cabo-verdiano.
  - Éric-Emmanuel Schmitt, escritor e dramaturgo franco-belga.
- 1961
  - Byron Scott, ex-jogador e treinador de basquete americano.
  - Orla Brady, atriz irlandesa.
- 1964 — Miguel Alcubierre, físico mexicano.
- 1965
  - Mazinho Quevedo, compositor, cantor, apresentador e músico brasileiro.
  - Steve Bull, ex-futebolista britânico.
  - Felipe Pérez Roque, político cubano.
- 1966 — Franck Passi, ex-futebolista e treinador de futebol francês.
- 1967
  - Célia Porto, cantora brasileira.
  - Sérgio Loroza, ator e cantor brasileiro.
- 1968 — Iris Chang, jornalista e escritora sino-americana (m. 2004).
- 1969
  - Ilke Wyludda, atleta alemã (m. 2024).
  - Brett Ratner, cineasta estado-unidense.
  - Márcia Narloch, ex-maratonista brasileira.
  - Sílvia Buarque, atriz brasileira.
  - Earnie Stewart, ex-futebolista estado-unidense.
  - Rogério Micale, treinador de futebol brasileiro.
  - Fabián Bustos, ex-futebolista e treinador de futebol argentino.
- 1970
  - Vince Vaughn, ator estado-unidense.
  - Jennifer Weiner, jornalista e escritora estado-unidense.
  - Daniel Piza, jornalista e escritor brasileiro (m. 2011).
  - Sam Lake, escritor e produtor de jogos finlandês.
- 1971
  - Mônica Carvalho, atriz brasileira.
  - Mr. Cheeks, rapper estado-unidense.
- 1972
  - Galeano, ex-futebolista brasileiro.
  - Nick Frost, ator e roteirista britânico.
  - Péter Lipcsei, ex-futebolista e treinador de futebol húngaro.
- 1973
  - Eddie Fatu, wrestler samoano (m. 2009).
  - Björn Kuipers, empresário e ex-árbitro de futebol neerlandês.
  - Matt Nathanson, cantor e músico estado-unidense.
- 1974
  - Matthias Koeberlin, ator alemão.
  - Manuel dos Santos Fernandes, ex-futebolista francês.
  - Jonas Eriksson, ex-árbitro de futebol sueco.
  - Mindaugas Timinskas, ex-jogador de basquete lituano.
- 1975
  - Fabrizio Gollin, automobilista italiano.
  - Kate Gosselin, personalidade da televisão americana.
  - Iván Helguera, ex-futebolista espanhol.
  - Matt Reis, ex-futebolista estado-unidense.
  - Marcos Skavinski, ex-futebolista e treinador de futebol brasileiro.
  - Edzai Kasinauyo, futebolista zimbabuano (m. 2017).
  - Derek Hill, automobilista estado-unidense.
- 1976
  - Dave Keuning, cantor, compositor e guitarrista estado-unidense.
  - Haruchika Aoki, motociclista japonês.
- 1977
  - Lauren Weisberger, escritora americana.
  - Devon, atriz estado-unidense.
  - Annie Wersching, atriz estado-unidense.
  - Peter Ijeh, ex-futebolista nigeriano.
- 1978 — Fabien Audard, ex-futebolista francês.
- 1979
  - Daniel Montenegro, ex-futebolista argentino.
  - Stefano Sorrentino, ex-futebolista italiano.
  - Dănuţ Coman, ex-futebolista romeno.
  - Xavier Legrand, ator, roteirista e cineasta francês.
- 1980
  - Rasmus Seebach, cantor, compositor e produtor dinamarquês.
  - Luke Walton, ex-jogador e treinador de basquete estado-unidense.
- 1981
  - Julia Stiles, atriz estado-unidense.
  - Grazi, futebolista brasileira.
  - Geovanny Caicedo, ex-futebolista equatoriano.
  - Abdullo Tangriyev, judoca uzbeque.
  - Fernando Fernandes, atleta paralímpico e apresentador de televisão brasileiro.
- 1982
  - Konrad Wysocki, ex-jogador de basquete polonês.
  - Walter Martínez, futebolista hondurenho (m. 2019).
  - Luis Tejada, futebolista panamenho (m. 2024).
- 1984
  - Christopher Samba, ex-futebolista congolês.
  - Mensur Mujdža, ex-futebolista bósnio.
- 1985
  - Stan Wawrinka, tenista suíço.
  - Raffael Caetano de Araújo, futebolista brasileiro.
  - Michael Wayans, ator estado-unidense.
  - Steve Mandanda, futebolista francês.
  - Rachid Tiberkanine, ex-futebolista belga.
  - Jake Ellenberger, lutador norte-americano de artes marciais mistas.
- 1986
  - Abuda, futebolista brasileiro.
  - Lady Gaga, cantora, compositora, dançarina, produtora e atriz estado-unidense.
  - J-Kwon, rapper americano.
  - Amaia Salamanca, atriz espanhola.
  - Habib Bellaïd, ex-futebolista argelino.
  - Jorge Zambrana, ex-futebolista uruguaio.
  - Barbora Strýcová, ex-tenista tcheca.
- 1987
  - Yohan Benalouane, futebolista franco-tunisino.
  - Vaidas Baumila, cantor e ator lituano.
  - Nicolás Medina Ríos, ex-futebolista chileno.
- 1988
  - Ferrugem, futebolista brasileiro.
  - Saeed Al-Kathiri, futebolista emiradense.
  - Lacey Turner, atriz britânica.
- 1989
  - Omar Al Somah, futebolista sírio.
  - Jon Aberasturi, ciclista espanhol.
- 1990
  - Zoe Sugg, youtuber britânica.
  - Ekaterina Bobrova, patinadora artística russa.
  - Michail Antonio, futebolista britânico.
  - Laura Harrier, atriz e modelo norte-americana.
  - Romain Métanire, futebolista malgaxe.
  - Luca Marrone, futebolista italiano.
  - Fabrício dos Santos Messias, futebolista brasileiro.
  - Arslanmyrat Amanow, futebolista turcomeno.
- 1991
  - Amy Bruckner, atriz estado-unidense.
  - Marie-Philip Poulin, jogadora de hóquei no gelo canadense.
  - Taulant Xhaka, futebolista albanês.
  - Olivia Carnegie-Brown, canoísta britânica.
  - Lukas Hinterseer, futebolista austríaco.
- 1992
  - Ana Cláudia Silva, ginasta brasileira.
  - Elena Bogdan, tenista romena.
  - Sergi Gómez, futebolista espanhol.
  - Bryan Silva Garcia, futebolista brasileiro.
  - Berta Vázquez, modelo, cantora e atriz hispano-ucraniana.
  - Liam Hess, ator britânico.
- 1993
  - Juliana Paiva, atriz brasileira.
  - Matija Nastasić, futebolista sérvio.
- 1994
  - Jackson Wang, rapper chinês.
  - Aritz Elustondo, futebolista espanhol.
  - Tatiana Pinto, futebolista portuguesa.
  - Vinicius Silvestre, futebolista brasileiro.
  - Léo Bonatini, futebolista brasileiro.
- 1995 — Shaneel Naidu, futebolista fijiano.
- 1996
  - Polliana Aleixo, atriz brasileira.
  - Jorge Marco de Oliveira Moraes, futebolista brasileiro.
  - Phiona Mutesi, enxadrista ugandesa.
  - Benjamin Pavard, futebolista francês.
- 1998 — Brenda Sabryna, atriz honduro-brasileira.
- 2000
  - Bruno da Silva Costa, futebolista brasileiro.
  - Chris Richards, futebolista estado-unidense.

### Século XXI
- 2003 — Pháo, cantora vietnamita.
- 2004 — Anna Shcherbakova, patinadora artística russa.
- 2007 — Cailey Fleming, atriz norte-americana.
- 2008 — Gabriel Palhares, ator brasileiro.

## Mortes

### Anteriores ao século XIX
- 0193 — Pertinax, imperador romano (n. 126).
- 0592 — Gontrão, rei da Borgonha (n. 532).
- 0966 — Flodoardo, cânone e cronista franco (n. 894).
- 1072 — Ordulfo, duque da Saxônia (n. 1020).
- 1134 — Estevão Harding, monge e abade inglês (n. 1060).
- 1239 — Go-Toba 82.º Imperador do Japão (n. 1180).
- 1241 — Valdemar II da Dinamarca (n. 1170).
- 1285 — Papa Martinho IV (n. 1210).
- 1461 — João Clifford, 9.º barão de Clifford (n. 1435).
- 1563 — Heinrich Glarean, poeta e teórico suíço (n. 1488).
- 1584 — Ivã, o Terrível, czar russo (n. 1530).
- 1635 — Jacques Callot, desenhista e gravador francês (n. 1592).
- 1664 — Accepted Frewen, religioso inglês (n. 1588).
- 1794 — Marquês de Condorcet, matemático, filósofo e cientista político francês (n. 1743).

### Século XIX
- 1801 — Ralph John Abercromby, militar britânico (n. 1734).
- 1813 — Jean-Pierre Bergeret, botânico francês (n. 1752).
- 1830 — Stephen Elliott, botânico estado-unidense (n. 1771).
- 1832 — Ernst Friedrich von Schlotheim, paleontólogo alemão (n. 1764).
- 1833 — William Thompson, político, economista e filósofo irlandês (n. 1775).
- 1835 — Augusto de Beauharnais, príncipe português (n. 1810).
- 1836 — Richard Valpy, professor britânico (n. 1754).
- 1849 — Stephan Ladislaus Endlicher, botânico e linguista austríaco (n. 1804).
- 1864 — Francisco Xavier Pais Barreto, juiz e político brasileiro (n. 1821).
- 1866 — Antônio Carlos de Mariz e Barros, militar brasileiro (n. 1835).
- 1868 — James Thomas Brudenell, tenente e político britânico (n. 1797).
- 1874 — Peter Andreas Hansen, astrônomo e matemático dinamarquês-alemão (n. 1795).
- 1881 — Modest Mussorgsky, pianista e compositor russo (n. 1839).
- 1885 — Antônio Tibúrcio Ferreira de Souza, militar brasileiro (n. 1837).
- 1887 — Ditlev Gothard Monrad, político dinamarquês (n. 1811).
- 1892 — Constantin von Alvensleben, militar prussiano (n. 1809).
- 1898 — Anton Seidl, maestro húngaro (n. 1850).

### Século XX
- 1904 — José Inácio Accioli do Prado, nobre brasileiro (n. 1824).
- 1907 — Lourival Açucena, poeta brasileiro (n. 1876).
- 1908 — Joaquim de Matos Vieira, nobre brasileiro (n. 1836).
- 1917 — Albert Pinkham Ryder, pintor americano (n. 1847).
- 1926 — Luís Filipe Roberto de Orleães, nobre francês (n. 1869).
- 1930 — Félicien Menu de Ménil, compositor francês (n. 1860).
- 1934 — Mahmoud Mokhtar, escultor e educador egípcio (n. 1891).
- 1939
  - Fausto dos Santos, futebolista brasileiro (n. 1905).
  - Aurélio Rodrigues Viana, político brasileiro (n. 1864).
- 1941
  - Virginia Woolf, romancista, ensaísta, contista e crítica britânica (n. 1882).
  - Marcus Hurley, jogador de basquete e ciclista americano (n. 1883).
- 1942 — Miguel Hernández, poeta e dramaturgo espanhol (n. 1910).
- 1943 — Sergei Rachmaninoff, pianista, compositor e maestro russo (n. 1873).
- 1944 — Stephen Leacock, cientista político e escritor anglo-canadense (n. 1869).
- 1947 — Karol Świerczewski, general polonês (n. 1897).
- 1948 — Henriqueta da Bélgica, duquesa de Vendôme (n. 1870).
- 1951 — Oliveira Viana, historiador e jurista brasileiro (n. 1883).
- 1952 — Antonieta de Barros, jornalista e política brasileira (n. 1901).
- 1953 — Jim Thorpe, jogador e treinador de futebol americano estado-unidense (n. 1887).
- 1957
  - Gheorghe Tătărescu, político romeno (n. 1886).
  - Christopher Morley, jornalista, novelista, ensaísta e poeta estado-unidense (n. 1890).
- 1958 — W. C. Handy, trompetista e compositor estado-unidense (n. 1873).
- 1965
  - Jack Hoxie, ator americano (n. 1885).
  - Maria, Princesa Real e Condessa de Harewood (n. 1897).
- 1969 — Dwight D. Eisenhower, general e político americano (n. 1890).
- 1971 — Robert Hunter, golfista americano (n. 1886).
- 1972 — Joseph Paul-Boncour, político francês (n. 1873).
- 1974 — Arthur Crudup, cantor, compositor e guitarrista americano (n. 1905).
- 1976 — Richard Arlen, ator americano (n. 1898).
- 1980
  - Dick Haymes, ator e cantor argentino-americano (n. 1918).
  - Antonio Tavolari, advogado e político chileno (n. 1921).
- 1982 — William Francis Giauque, químico e acadêmico canadense, ganhador do Prêmio Nobel (n. 1895).
- 1985
  - Marc Chagall, pintor e poeta russo-francês (n. 1887).
  - Marcus Nikkanen, patinador artístico finlandês (n. 1904).
- 1987 — Maria von Trapp, cantora austro-americana (n. 1905).
- 1992 — Nicolaos Platon, arqueólogo e acadêmico grego (n. 1909).
- 1993 — Scott Cunningham, escritor americano (n. 1956).
- 1994
  - Eugène Ionesco, dramaturgo e crítico romeno-francês (n. 1912).
  - Albert Goldman, escritor estado-unidense (n. 1927).
- 1996 — Hans Blumenberg, filósofo alemão (n. 1920).

### Século XXI
- 2002 — Juan Guerrero Zamora, escritor, diretor de teatro e realizador de televisão espanhol (n. 1927).
- 2004 — Peter Ustinov, ator, diretor, produtor e roteirista anglo-suíço (n. 1921).
- 2006
  - Caspar Weinberger, capitão, advogado e político americano (n. 1917).
  - Wanderley Magalhães Azevedo, ciclista olímpico brasileiro (n. 1966).
- 2007
  - Abe Coleman, wrestler polonês (n. 1905).
  - Thomas Hetherington, advogado britânico (n. 1926).
  - Cha Chi Ming, empresário, industrial e filantropo chinês (n. 1914).
- 2009 — Janet Jagan, política guianense (n. 1920).
- 2010 — June Havoc, atriz, dançarina e diretora americana (n. 1912).
- 2011 — Wenche Foss, atriz norueguesa (n. 1917).
- 2012 — Addie L. Wyatt, líder trabalhista americana (n. 1924).
- 2013
  - Richard Griffiths, ator britânico (n. 1947).
  - Gus Triandos, jogador de beisebol americano (n. 1930).
  - Soraya Jiménez, halterofilista mexicana (n. 1977).
- 2014 — Lorenzo Semple Jr., roteirista e produtor americano (n. 1923).
- 2015
  - Miroslav Ondříček, cinematógrafo tcheco (n. 1934).
  - Gene Saks, ator e diretor americano (n. 1921).
- 2017 — Christine Kaufmann, atriz alemã (n. 1945).
- 2021 — Didier Ratsiraka, político e oficial da Marinha malgaxe (n. 1936).
- 2025 — Heloísa Buarque de Hollanda, escritora e ensaísta brasileira (n. 1939).

## Feriados e eventos cíclicos

### Internacional
- Eslováquia e República Tcheca – Dia do Professor

### Portugal
- Dia Nacional dos Centros Históricos

### Brasil
- Dia do Revisor
- Dia Nacional de Lutas Estudantis
- Dia do Diagramador
- Aniversário do Município de Embu-Guaçu - São Paulo
- Aniversário do Município de Charqueadas - Rio Grande do Sul
- Aniversário do município de Campos dos Goytacazes - Rio de Janeiro

### Cristianismo
- Doroteu de Gaza
- Gontrão de Borgonha
- Papa Sisto III

## Outros calendários
- No calendário romano era o 5.º dia (V) antes das calendas de abril.
- No calendário litúrgico tem a letra dominical C para o dia da semana.
- No calendário gregoriano a epacta do dia é iii.